# La Chaux-du-Dombief
La Chaux-du-Dombief è un comune francese di 568 abitanti situato nel dipartimento del Giura nella regione della Borgogna-Franca Contea.

## Società

### Evoluzione demografica
Abitanti censiti